# Martin Gabriel
Martin Gabriel (vollständiger Name Martin Joseph Gabriel Sr.; * 1876 in New Orleans; † 25. November 1932 ebenda) war ein US-amerikanischer Jazz-Musiker und Bandleader in New Orleans.
Martin Gabriel stammte aus einer typischen Musikerdynastie aus New Orleans; sein Vater, der Bassist Narcisse Gabriel, war 1856 aus Santo Domingo eingewandert. Er selbst spielte Kornett und Akkordeon. Ab 1895 leitete er verschiedene Tanz- und Marching Bands, die auch als Ausbildungsstätte für Jazzmusiker der nächsten Generation wie Johnny St. Cyr dienten. Auch leitete er das The National Orchestra, ein erweitertes Jazz-Ensemble. Das Ensemble, dem auch Freddie Keppard angehörte, spielte von 1913 an fast zwei Jahrzehnte und löste sich mit dem Tod von Martin Gabriel auf. Auch Johnny St. Cyr gehörte zeitweise zur Band. Seine Söhne, der Kontrabassist Percy Gabriel (1915–1993), der Klarinettist und Schlagzeuger Martin Manuel Gabriel (Martin Gabriel Jr.) und der Pianist und Banjospieler Clarence Gabriel (1905 bis um 1982), waren gleichfalls Jazzmusiker und spielten in New Orleans in einer eigenen Band. Percy und Martin zogen später nach Detroit, wo sie ebenfalls eine Band im New Orleans Stil hatten. Auch deren Söhne waren teilweise Jazzmusiker, wie der Klarinettist und Saxophonist im Preservation Hall Orchester Charlie Gabriel (* 1932), der Sohn von Martin Manuel Gabriel. Zur Familie gehört auch Saxophonist Clarence Ford, der Schüler von Martin Gabriel Jr. war und in den 1950er und 1960er Jahren mit Fats Domino spielte. Sein Enkel Thaddeus Ford Jr. ist Jazztrompeter.